# Lac Novozero
Le lac Novozero (en russe : озеро Новозеро) est un lac de l'oblast de Vologda, en Russie. Le lac Novozero se trouve à environ 400 kilomètres au nord de Moscou.
Plusieurs îles se trouvent dans le lac : île Sladkine, île Ognenny, etc. Un monastère fondé en 1517 sur l'île Ognenny a été transformé en prison après la révolution d'Octobre 1917. C'est aujourd'hui une prison de haute sécurité. 